# 皇鹦雀
皇鹦雀（学名：Erythrura regia）是瓦努阿图的一种梅花雀。常见于埃斯皮里图桑托岛等大岛的中海拔（约300米以上）地区；但Emae和Tongoa等低海拔小岛上结有无花果的林缘上也有分布。皇鹦雀通常会独自、成对或成小群体地在林冠层里取食无花果。